# 三条西実教
三条西 実教（さんじょうにし さねのり）は、江戸時代前期から中期にかけての公卿。三条西公勝の子。官位は正二位・権大納言。

## 経歴
元和8年（1622年）叙爵を受けるが、寛永3年（1626年）父・公勝が急逝したため、以後は祖父実条の下で育てられる。寛永6年（1629年）に侍従に任じられ、寛永12年（1635年）には元服して従四位下・左近衛少将となる。寛永16年（1639年）正四位下・参議に任ぜられ、翌年1月従三位に叙せられると参議を辞任する。正保元年（1644年）に正三位に進み、慶安元年（1648年）に権中納言に任ぜられ、承応元年（1652年）に従二位に進み、明暦元年（1655年）には正二位・権大納言となる。明暦3年（1657年）権大納言を辞任する。
実教は祖父・実条から古今伝授を授けられ、後水尾法皇にこれを教授したことで知られている。また、有職故実を始めとする諸芸に通じ、後光明天皇崩御の際には、識仁親王（後の霊元天皇）を将来の皇位継承者にする工作にも関与した。そのため、法皇からは厚く信頼され、幼い識仁親王に歌学や礼儀作法に教えさせることにした。ところが、霊元天皇の成長と共に、天皇は法皇が定めた禁裏御所御定目に従って厳格な態度で天皇に接する実教を疎ましく思うようになっていった。
また、実教の言動には千変万化の傾向があり、武家伝奏の正親町実豊を始めとする多くの門人たちと結んで宮中に勢力を伸ばしていったためにこれに反発する公家も存在していた。また、勾当内侍であった西洞院時良の娘と密通して娘を儲けた話は公然となっており、彼女を介して奥の情報を入手して女官たちの動向にも影響を及ばせていた。また、寛文8年（1668年）12月24日には霊元天皇が懐妊させた2人の女官（藤大内侍・田向小路局）同士の対立を巡って法皇の不興を買い、飛鳥井雅章・正親町実豊・園基福・東園基賢の4名と共に出仕停止の処分を受け、翌日に天皇の取成しで赦免されている（禁闕騒動）。
寛文9年（1669年）2月、天皇の側近の若い公家らが実教と実豊が天皇を蔑ろにしていると讒言を行い、天皇もこれに同調して従兄弟の三室戸誠光・東園基量や側近の難波宗量と共に両名を排除する起請を行ったのみならず、実際に小倉実起・久我広通に対して両名を排除する策を立てるように命じた。困った実起と広通は、博識で知られた中院通茂に対して事情を打ち明けて協力を求めた。驚いた通茂は武家伝奏の交替は江戸幕府の許しが必要であるからと実起・広通に対して軽挙は慎むように助言すると、後水尾法皇と自身の義父でもある京都所司代板倉重矩に天皇の実教・実豊への不信を伝える一方で、天皇に対しても軽挙を謹んで時節を待つように上奏している。だが、天皇の憤懣は収まらなかったらしく、寛文10年（1670年）8月、天皇は板倉に対して三条西の排除に同意しなければ譲位を希望する旨を伝えた。当時、後水尾法皇や東福門院は鷹司房子の入内を進めており、板倉は法皇の意向を受けて将軍徳川家綱の同意を取り付けていた。譲位が行われれば入内を巡る朝幕合意がひっくり返ることになるため、間接的には幕府に対する威圧にもなっていた。その後、9月には実豊は天皇の意に適わなかったとして武家伝奏を解任され、その頃までには実教も蟄居処分を受けることになった。その後、表舞台に復帰することのないまま、元禄14年（1701年）、83歳で病没した。

## 系譜
- 父：三条西公勝
- 母：不詳
- 妻：不詳
  - 男子：三条西公福 - 大納言。室は前田綱紀養女・誠（寿君、前田孝行の娘）。子に実称、花園公純（次男、花園公諸の養子）、延季（三条実顕の養子）、正親町三条公積室
  - 男子：慈光寺具仲 - 慈光寺敦仲の養子
  - 女子：西洞院時子（六条局） - 西洞院時成養女。櫛笥隆賀室。享保18年2月従三位、享保20年4月死去[8]。